# Квартира-студия

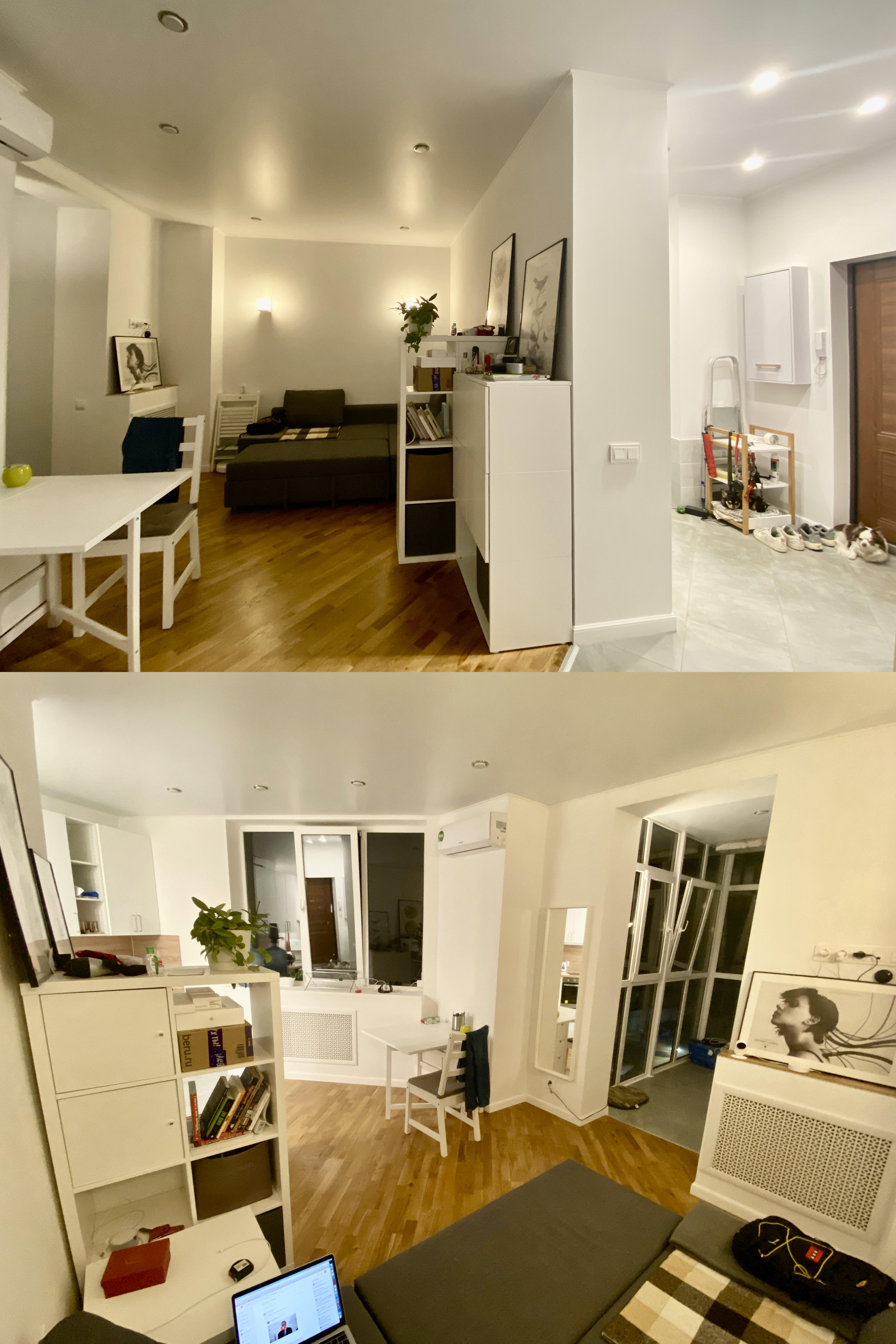
Пример квартиры-студии в России (2020)

Кварти́ра-сту́дия — тип квартиры, основным отличием которого является отсутствие внутренних перегородок между кухней и жилыми комнатами или комнатой. В строительных нормах и правилах (СНиП) и стандартах РФ понятие «квартира-студия» не определено, но на рынке недвижимости оно распространено широко, иногда употребляется просто «студия».

## История
Архитектурно-планировочное решение жилья как квартиры-студии было создано Людвигом Мис ван дер Роэ в США в 1920-х и доработано Пургиным А. В. в 1966—1967 годах. Пространство, полностью свободное от внутренних стен, стало очень популярно в Америке и Европе, особенно в среде творческой молодёжи.
Кроме того, такой вид жилья был очень популярен в Японии более 100 лет назад. Идея простая: обеспечить жителей густонаселенной страны доступным жильем. Сначала студии представляли собой маленькое жилое помещение с минимумом мебели и бытовой техники. Предназначались для рабочих из отдалённых пригородных районов, вынужденных работать в крупных городах, чтобы они не тратили время и силы на постоянные поездки из дома. В народе такое жилье называлось капсулой.
Сегодня квартиры-студии представлены в разных сегментах недвижимости. В экономклассе это квартиры небольшого метража. Но квартиры-студии также существуют и большой площади, причём даже в элитных домах. На вторичном рынке жилья встречаются студии, полученные перепланировкой квартир типа хрущёвок и брежневок, в которых убраны перегородки между жилой комнатой и малометражными кухней и прихожей. Ключевым преимуществом квартир-студий является их стоимость, которая по оценкам различных экспертов на 10—25 % ниже, чем у однокомнатных квартир того же класса и в тех же локациях.